# Raúl Pérez
Raúl Pérez – wenezuelski zapaśnik w stylu klasycznym. Czwarty na mistrzostwach panamerykańskich w 2004. Brązowy medal igrzysk boliwaryjskich w 2005 roku.